# Povondraïta
La povondraïta és un mineral de la classe dels silicats, que pertany al grup de la turmalina. Rep el nom en honor dePavel Povondra (7 de desembre de 1924 – 9 de setembre de 2013), mineralogista de la Universitat Charles de Praga, a la República Txeca, per la seva extensa tasca en la química del grup de la turmalina.

## Característiques
La povondraïta és un silicat de fórmula química NaFe3+₃(Mg₂Fe3+₄)(Si₆O18)(BO₃)₃(OH)₃O. Cristal·litza en el sistema trigonal. La seva duresa a l'escala de Mohs és 7.
Segons la classificació de Nickel-Strunz, la povondraïta pertany a «09.CK - Ciclosilicats, amb enllaços senzills de 6 [Si₆O18]12-, amb anions complexos aïllats» juntament amb els següents minerals: fluorschorl, fluorbuergerita, cromodravita, dravita, elbaïta, feruvita, foitita, liddicoatita, olenita, schorl, magnesiofoitita, rossmanita, oxivanadiodravita, oxidravita, oxirossmanita, cromoaluminopovondraïta, fluordravita, fluoruvita, abenakiïta-(Ce), scawtita, steenstrupina-(Ce) i thorosteenstrupina.
L'exemplar que va servir per a determinar l'espècie, el que es coneix com a material tipus, es troba conservat a l'Smithsonian, situat a Washington DC (Estats Units).

## Formació i jaciments
Va ser descoberta a la vall de Cristalmayu, situada a la localitat del mateix nom, dins el districte miner d'Alto Chapare, a la província de Chapare (Departament de Cochabamba, Bolívia). També ha estat descrita al Brasil, els Estats Units, Àustria, Eslovàquia, Rússia i Austràlia.